# Warburgs Hus
Warburgs Hus er en bygning, der ligger på hjørnet af Store Kirkestræde (nr. 3) og Højbro Plads (nr. 3) i den centrale del af København. Bygningen blev fredet i 1964. I stuetagen findes Toga Vinstue, der er et kendt mødested for politikere og journalister.
Huset har to fag mod Højbro Plads og 12 fag mod Store Kirkestræde, samt et skråt hjørnefag i hjørnet mellem to gader. Endefagene op til hjørnet er risalitter. Huset har kælder og fire etager. På faceden mod Store Kirkestræde er indskriften "Warburgs Hus gjenopført 1798" mellem 2. og 3. etage.

## Historie
Ejendommen listes i Københavns første matrikelkort fra 1689 osm nr. 36 i byens østkvarter, hvor den var ejet af købmand Johan Herman Skrøder. Den blev registreret i 1756 som nr. 41 i østkvarteret, hvor den blev brugt som sømandshospital.
Bygningerne i Store Færgestræde brændte under Københavns brand 1795. Den nuværende bygning på stedet er opført i 1798-1799.
Ejendommen var hjemsted for to husstande ved folketællingen i 1801. Strømpefabrikant Aron Levin Warburg boede i bygningen sammen seks børn fra sit første ægteskab (i alderen 13 til 21), sin mor, en kontorist og to tjenestepiger. Den anden husstand bestod af studerende Casper Herman Bentzen, hans hustru Mette Caroline Bentzen, en mand, en tjenestepige, organist Christian Wiyse (kendt som C.E.F. Weyse), logerende Thomas Buntzen (medicinstuderende), logerende Olaus Kellermann (ekspedient), logerende Peter Johan Wilhelm Kellermann, husbestyrerinde Marie Christiane Berg, tobaksspinder Hendrich Langemarck og Langemarcks 11-årige lærling Johan Peter Hall.
C.E.F. Weyse (1774-1842) boede i bygningen  til 1814. Han blev ansat som organist i Vor Frue Kirke i 1805.
I 2012 blev bygningen købt af Dreyers Fond.